# 车坞乡
车坞乡是中国陕西省咸阳市淳化县下辖的一个乡。

## 行政区划
车坞乡下辖以下行政区：
车坞村、何村、南胡同村、居集村、贤仓村、龙虎村